# Олинские
 Олинские  — деревня в Яранском районе Кировской области в составе Шкаланского сельского поселения.

## География
Расположена на расстоянии примерно 17 км по прямой на юг от города Яранск.

## История
Основана в 1754 году переселенцами из Орловского уезда. В 1905 году в починке Олинский (Соковики) было дворов 17 и жителей 128, в 1926 26 и 122, в 1950 29 и 119, в 1989 78 жителей. Работал колхоз «Олинский», совхоз «Шкаланский».

## Население
Постоянное население составляло 83 человека (мари 34 %, русские 41 %) в 2002 году, 74 в 2010.